# Colibri serrirostris
El colibrí orejimorado, (Colibri serrirostris), también denominado colibrí de orejas violetas, colibrí mediano (en Paraguay y Argentina) o picaflor de penacho purpúreo (en Bolivia y Argentina), es una especie de ave apodiforme de la familia Trochilidae, perteneciente al género Colibri. Es nativo de América del Sur.

## Distribución y hábitat
Se distribuye desde Bolivia y el centro de Paraguay hasta el sur de Brasil (desde Mato Grosso al este hasta Goiás, Bahía y Espírito Santo, al sur hasta Santa Catarina) y norte de Argentina (al sur hasta Córdoba).
Esta especie es considerada común en varios tipos de hábitats naturales semiabiertos que incluyen matorrales, sabanas, pastizales y quebradas arbustivas. Ocasionalmente en bosques dispersos. Se encarama en perchas en arbustos o árboles bajos cerca de aglomerados densos con flores. Ocurre desde el nivel del mar (en el litoral de Brasil]]) hasta los 3600 m (aunque rararmente) en los Andes, y por lo menos hasta los 2340 m en el este de Brasil. Es más común en hábitats entre 1000 y 1500 m.

## Descripción
Los machos suelen alcanzar una longitud de aproximadamente 12,5 cm y un peso de 7 g. Las hembras son un poco más pequeñas, con una longitud de 11 cm y un peso de 6 g. La parte superior y las alas de los machos son de color verde oscuro con un ligero brillo azul. La garganta tiene un verde brillante, contrastando con el azul-verde de la parte inferior. A la altura de las orejas, tiene una mancha de color amatista. Las alas son de color púrpura-negruzca. La cola de unos 47 mm de largo tiene un color verde azulado. El pico y las piernas son de color negro. La hembra es similar pero ligeramente más pequeña y con colores menos intensos que el macho. La parte inferior del abdomen es de color gris. La parte posterior trasera es atravesada de franjas grises.

## Sistemática

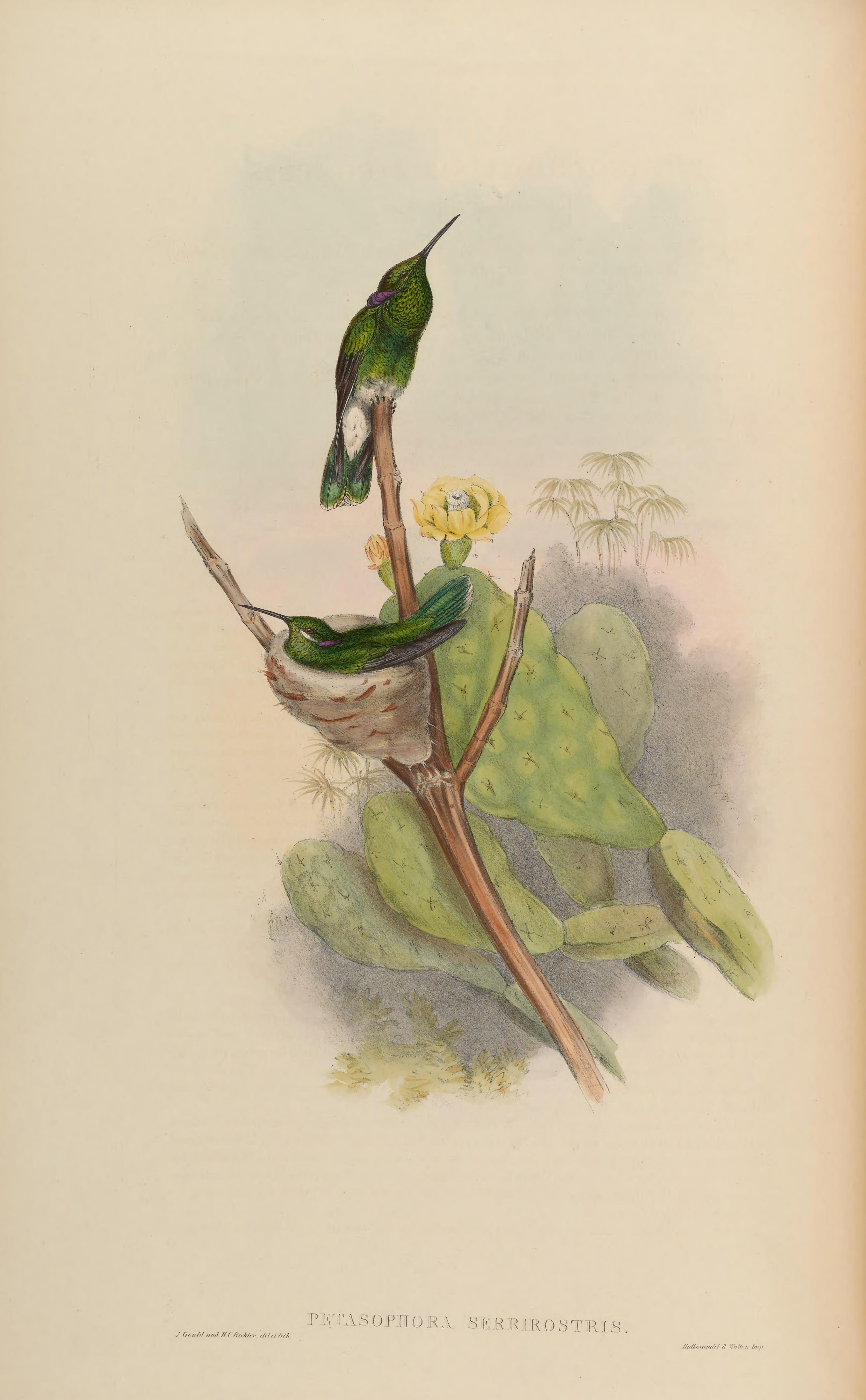
Petasophora serrirostris sinónimo de Colibri serrirostris, ilustración de Gould y Richter en A monograph of the Trochilidae, or family of humming-birds vol. 4, 1861.

### Descripción original
La especie C. serrirostris fue descrita por primera vez por el naturalista francés Louis Pierre Vieillot en 1816 bajo el nombre científico Trochilus serrirostris; su localidad tipo es: «Brasil».

### Etimología
El nombre genérico masculino «Colibri» proviene de la palabra del español «colibrí» que designa de forma general a los troquílidos y tiene supuestamente origen en el Caribe; y el nombre de la especie «serrirostris», se compone de las palabras del latín «serra» que significa ‘sierra’, y «rostris» que significa ‘de pico’.

### Taxonomía
Es monotípica.